# Orlando, Florida
Orlando je grad u američkoj saveznoj državi Floridi, u okrugu Orange, peti je grad po veličini na Floridi.

## Povijest
Povjesničari tvrde da je grad 1837. godine, dobio ime po vojniku Orlandu Reevesu koji je navodno umro za vrijeme rata na Floridu. Čini se, međutim, da Orlando Reeves (ponekad Rees) imao mlin i plantažu šećera oko 50 km sjevernije od Orlanda u Okrugu Volusia, a prvi doseljenici jednostavno su pronašli njegovo ime urezano u drvo i pretpostavlja da je to bila oznaka za njegov grob. Onu su zatim mjesto "Orlandova groba"  kasnije jednostavno nazvali Orlando. 
Naselje je osnovano 31. srpnja 1875. što je bilo rezultat naglog povećanja broja stanovništva, a status grada Orlando je dobio 1885. godine.
Prije nego što je poznat po danjašnjem nazivu, Orlando je bio poznat kao Jernigan, po prvom trajnom naseljeniku stočaru Jerniganu Aronu.

## Demografija
Po popisu stanovništva iz 2000. godine u grad je živjelo 185.981 stanovnika, od toga 90.050 muškaraca i 95.871 (51,6%) žena. Živjeli su u ukupno 80.883 kućanstva s 42,382 obitelji s prebivalištem u gradu, dok je prosječna gustoća naseljenosti 365 stan./km2.
Prema rasnoj podjeli u naselju živi bijelaca 113.611 i čine 61,1% od ukupnoga stanovništva, afroamerikanaca ima 49.933 (26.9%), azijata ima 4.982 (2,7%). Procjenjuje se da je grad 2007. godine imao 227.907 stanovnika,dok je šire područje grada imalo 2.032.496 stanovnika

## Gradovi prijatelji
- Valladolid, Španjolska
- Guilin, Kina
- Curitiba, Brazil
- Orenburg, Rusija
- Reykjanesbær, Island
- Marne-la-Vallée, Francuska
- Tainan, Tajvan
- Urayasu, Japan
- Monterrey, Meksiko

## Poznate osobe
- Amanda Bearse, američka komičarka, glumica i redateljica

## Vanjske poveznice
- Službena stranica grada

### Ostali projekti
|  | Zajednički poslužitelj ima još gradiva o temi Orlando, Florida |